# Åre Gamle Kirke
Åre Gamle Kirke (svensk: Åre gamla kyrka) er en romansk kirkebygning i Åre sogn i Härnösands Stift og et byområde i Åre Kommune, Jämtlands län, Sverige. Kirken blev opført i slutningen af 1100-tallet ved Sankt Olav Pilgrimsvejen (svensk: S:t Olofleden), der i dag går fra Selånger Gamle Kirkeruin ved Sundsvall over de Skandinaviske bjerge til  Trondheim i Norge.

## Den middelalderlige kirkebygning
Åre Gamle Kirke blev opført helt i sten sidst i det 12. århundrede inspireret af norske kirkebygninger; Jämtland var en del af Norge. Kirken ligger ved Sankt Olav Pilgrimsvejen (svensk: S:t Olofleden) og er i dag det syttende punkt på vejen, der går fra Selånger Gamle Kirkeruin ved Sundsvall, beliggende ved Den Botniske Bugt, og krydser de Skandinaviske bjerge via Stiklestad til Nidarosdomen i Trondheim. Åre Gamle Kirke er den eneste bevarede stenkirke i de Skandinaviske bjerge fra Middelalderen. Andre bevarede middelalderlige kirker i området er norske stavkirker.
Den oprindelige kirkes indre var på fem gange 11 m med et kor på toogenhalv gange toogenhalv meter. Der var kun tre små vinduer, så det var en temmelig mørk kirke. Bevaret kirkekunst fra Middelalderen er to skibslysestager, et processionskors og en usædvanlig træstatue af Sankt Olav. Statuen viser ham ikke med en kugle i  venstre hånd, en krigsøkse i sin højre og bærende en krone på hovedet, men kun med en kugle i  venstre hånd og en karoliner trekornshat på hovedet. Træstatuen er dateret til det 14. århundrede, men kan  være ældre.

## Udvidelse af kirkebygningen
Efter århundreder med krigshandlinger mellem Danmark-Norge og Sverige gjorde Freden i Brömsebro Jämtland til en del af Sverige. I 1673 fik kirken en prædikestol ved den sydlige kirkevæg efter norsk tradition. Døbefonten og galleriet ved den nordlige kirkevæg kan også dateres til slutningen af 1600-tallet. I 1736 blev kirken udvidet med næsten tolv meter i vestlig retning. Det gamle kor blev omdannet til sakristi, og kirkens nye indgang blev placeret i vest med et våbenhus i sten.
En storslået altertavle viser de sørgende Mariaer og korsfæstelsen af Kristus. Den blev tilføjet det nye alter. Kirken fik højere vinduer og de nuværende stolestader. Det karakteristiske klokketårn blev opført i 1750'erne på foranledning af Erik Olofsson fra Rännberg, bonde og medlem af Riksdagen. Tårnet tilhører en gruppe typiske kirketårne fra 1700-tallets Jämtland med sin løgformede kuppel.

## Kirkens liv i dag
Åre Gamle Kirke har 150 siddepladser og er åben hele året fra klokken otte morgen til otte aften. I 2008 foretoges i gennemsnit tre gudstjenester om ugen.